# 卡萨瓦托雷
卡萨瓦托雷（義大利語：Casavatore），是意大利那不勒斯省的一个市镇。总面积1.62平方公里，人口18571人，人口密度11463.6人/平方公里（2009年）。ISTAT代码为063021。